# Lothar (Wied)

Wappen der Grafen zu Wied aus der Urkunde von 1218

Lothar von Wied († 1. März 1244 auf Burg Wied) war, als Nachfolger seines Bruders Georg, von 1219 bis 1243 regierender Graf zu Wied und von 1220 an auch kurkölnischer Vogt von Andernach.

## Leben und Wirken
Lothar war ein Sohn von Dietrich I. von Wied. Der Name seiner Mutter ist nicht bekannt. Der Trierer Erzbischof und Kurfürst Theoderich II. von Wied (um 1170–1242) war einer seiner Brüder.
Lothar heiratete 1220 Lukardis (Liutgard) von Leiningen († um 1235), Witwe des Grafen Simon II. von Saarbrücken. Seine Ehefrau hatte aus der ersten Ehe sechs Kinder, ein Sohn (Heinrich II.) wurde Bischof in Worms. Lothars Ehe mit Lukardis blieb kinderlos.
Am 10. Januar 1218 wurde Lothar in einer Urkunde als Gerichtsherr genannt, das Gericht fand auf dem Schönfeld bei Heimbach statt. Hier hatte bereits Metfried, ein Vorfahre Lothars und Gaugraf im Engersgau, die Hohe Gerichtsbarkeit ausgeübt. Diese Urkunde von 1218 trug zum ersten Mal das gräflich-wiedische Wappensiegel in Form von fünf roten Schrägbalken auf goldenem Grund. Ein Jahr später findet sich ein Reitersiegel Lothars mit einem Vogelwappen. Dieser Vogel wird später als Pfau auf dem Wappen von 1218 getragen. 
Mit seinem Tod erlosch das erste Grafenhauses zu Wied.

## Erbfolge
Da Lothar kinderlos blieb und nach dem Tod seiner Ehefrau um 1235 außer seinem Bruder Theoderich auch alle anderen Brüder ohne Nachkommen verstorben waren, blieben als Erben die Söhne seiner beiden Schwestern:
- Theodora von Wied (urkundlich erwähnt zwischen 1182 und 1192) war verheiratet mit Bruno I. von Isenburg († 1210), der sich später Herr zu Braunsberg nannte; deren Söhne waren Bruno, Dietrich und Arnold.
- Isalda von Wied († 1223) war verheiratet mit Gottfried I. von Eppstein (1189–1220); deren Söhne waren Gottfried, Gerhard und Siegfried.

Zwei der Vettern waren Arnold von Isenburg (1190–1259), Erzbischof von Trier, und Siegfried von Eppstein (1194–1249), Erzbischof von Mainz.
Am 27. November 1240 schlossen die Isenburger und die Eppsteiner Vettern einen Vergleich. Darin wurde vereinbart, dass die „weltlichen Söhne“ der beiden verstorbenen Schwestern Theodora und Isalda die Grafschaft Wied gemeinschaftlich und ungeteilt besitzen sollten. Bei etwaigen Streitigkeiten war dem Schiedsspruch der „geistlichen Brüder“, die auch den Vergleich initiiert hatten, zu folgen.
Pfalzgraf Otto bei Rhein belehnte bereits 1238 die Brüder Bruno und Dietrich von Isenburg auf den Todesfall ihres Onkels Lothar mit der Grafschaft Wied und allen Gütern, die dieser vom Pfalzgrafen zu Lehen hatte.  Am 5. März 1243 übertrug Lothar seine Lehen an Bruno und Dietrich von Isenburg. Er starb am 1. März 1244.